# Seventh Key (album)
Seventh Key è l'album d'esordio del supergruppo progressive metal Seventh Key, pubblicato nel 2001.   

## Tracce
1. The Kid Could Play – 5:50
2. Only the Brave – 7:09
3. Missy – 7:40
4. Surrender – 7:10
5. When Love is Dying – 10:31
6. No Man's Land – 5:19
7. Everytime It Rains – 6:21
8. Home – 5:09
9. Forsaken – 9:11

## Formazione
- Billy Greer, voce, basso
- Mike Slamer, chitarra
- Terry Brock, chitarra
- David Manion, tastiera
- Pat McDonald, batteria